# 千田有紀
千田 有紀（せんだ ゆき、1968年12月- ）は、日本の社会学者。武蔵大学社会学部教授。専門は、家族社会学・ジェンダー論・現代社会学・教育社会学。

## 来歴
大阪府出身。1992年、東京大学文学部社会学科卒業。1995年、同大学大学院教育学研究科（比較教育社会学）修士課程修了。1997年、同大学大学院人文社会系研究科修士課程修了。2000年、同大学大学院人文社会系研究科博士課程修了。「「家」のメタ社会学 家族社会学における「日本近代」の構築」で博士（社会学）を取得。
2000年、東京外国語大学外国語学部専任講師。2002年、同助教授。同年10月から2004年3月までコロンビア大学客員研究員。2008年、武蔵大学社会学部教授。
2021年6月16日、裁判官訴追委員会は、岡口基一裁判官が行ったSNSの投稿をめぐり、岡口の罷免を求めて裁判官弾劾裁判所への訴追を行うと決定した。同年7月29日、岡口の職務停止が決定。千田、弁護士の亀石倫子ら5人は、弁護団をサポートするためのクラウドファンディングをCALL4を通じて立ち上げた。寄付は2023年7月時点で目標額の100万円を突破している。

## 所属学会
- 日本社会学会
- 日本家族社会学会
- 日本女性学会
- 家族問題研究学会
- 日本教育社会学会
- ASA（American Sociological Association）

## 著書

### 単著
- 『日本型近代家族－どこから来てどこへ行くのか』勁草書房、2011年3月
- 『女性学／男性学』岩波書店［ヒューマニティーズ］、2009年11月

### 編著
- 『上野千鶴子に挑む』（退職記念論文集）勁草書房、2011年3月

### 共著
- 上野千鶴子、千田有紀、赤川学、飯田祐子、中谷文美、荻野美穂、加藤秀一、竹村和子、北田暁大他 著、上野千鶴子 編『構築主義とは何か』勁草書房、2001年2月。ISBN 978-4326652457。
- 『喪男の社会学入門』カラスヤサトシ共著、講談社、アフタヌーンKC、2010年
- 『ジェンダー論をつかむ』中西祐子,青山薫共著、有斐閣、2013年
- 『グローバリゼーションと変わりゆく社会』菊地英明共編、北樹出版、2022年
- 「日本の近代家族とその揺らぎ」,千田有紀,菊地英明（編著）『グローバリゼーションと変わりゆく社会』.北樹出版,2022年
- 「DV,虐待事件から考える『子どもの利益』と『親の利益』」, 梶村太市,長谷川京子,吉田容子（編著）『離婚後の子どもをどう守るか—「子どもの利益」と「親の利益」』,日本評論社,2020年
- 「共同親権は何を引き起こすのか？−映画『ジュリアン』を手掛かりにして」,梶村太市,長谷川京子,吉田容子（編著）『離婚後の共同親権とは何か−子どもの視点から考える』,日本評論社,2019年
- 「家族紛争と司法の役割—社会学の立場から」,梶村太市,長谷川京子,吉田容子（編著）『離婚後の子の監護と面会交流−子どもの心身の健康な発達のために』,日本評論社, 2018年
- 「親子断絶防止法について」,本田由紀,伊藤公雄（編著）『国家がなぜ家族に干渉するのか—法案・政策の背後にあるもの』,青弓社, 2017年
- 「揺らぐ日本の近代家族」,大澤真幸（編著）『身体と親密圏の変容』）,岩波書店,2015年
- 「田中美津—ウーマンリブが目指したこと」,『万博と沖縄返還ー1970年前後』,岩波書店,2015年
- 「恋愛と結婚はつながっているのか？ーロマンティックラブ・イデオロギーを見直す」,「ジレンマ+」編集部（編）『女子会2.0』,NHK出版,2013年
- 「格差社会を生きる若者とフェミニズム」,岩波書店編集部（編）『これからどうする：未来のつくり方』,岩波書店,2013年
- 「恋愛のなかの私」,矢田部圭介,山下玲子（編著）『アイデンティティと社会意識：私のなかの社会／社会のなかの私』,北樹出版,2012年
- 「戸田貞三『家族構成』」,金井雅之他（編）『社会調査の応用—量的調査編』,弘文堂,2012年
- 「『対』の思想をめぐって」,千田有紀（編）『上野千鶴子に挑む』,勁草書房,2011年
- 「ウーマンリブ：近代家族の完成と陥穽」,大門正克他（編）『成長と冷戦への問い』,大月書店,2011年
- 「女性の現状と社会進出」, 上島国利（監修）,平島奈津子（編著）『治療者のための女性のうつ病ガイドブック』,金鋼出版,2011年
- 「ナショナリズム—上野千鶴子『ナショナリズムとジェンダー』」, 井上俊,伊藤公雄（編）『近代家族とジェンダー』.世界思想社,2010年
- 「家族社会学の現在」, 富田武,李静和（編）『家族の変容とジェンダーー少子高齢化とグローバル化のなかで』,日本評論社,2006年
- 「川島武宜『日本社会の家族的構成』」, 岩崎稔・成田龍一・上野千鶴子（編）『戦後思想の名著50』　平凡社,2006年
- 「アイデンティティとポジショナリティー1990年代の『女』の問題の複合性をめぐって」, 上野千鶴子（編）『脱アイデンティティ』,勁草書房,2005年
- 「帝国主義とジェンダーー『資料ウーマンリブ』を読む」, 加納実紀代（編）『リブという〈革命〉：近代の闇をひらく』,インパクト出版会,2003年
- 「ネオリベラリズムとフェミニズム」,竹村和子（編）『“ポスト”フェミニズム』,作品社,2003年
- 「さまざまな『家族』のかたち」, 土屋葉（編）『これからの家族関係学』,角川学術出版,2003年
- 「家族規範の成立と変容」,土屋葉（編）『これからの家族関係学』,角川学術出版,2003年
- 「『核家族』はどのような問題か」, 広田照幸（編）,『〈きょういく〉のエポケー第1巻—〈理想の家族〉はどこにあるのか？』,ぎょうせい,2002年
- 「『家』のメタ社会学—家族社会学における『日本近代』の変容」, 佐々木潤之介（編）『家族史の方法』,吉川弘文館,2002年
- 「愛情という観点で読み解かれた『家族』−戸田貞三『家族構成』」, 山田昌弘（編）『家族本40—歴史をたどることで危機の本質が見えてくる』,平凡社,2001年
- 「農村社会日本の『家』と『同族』−有賀喜左衛門『日本家族制度と小作制度』」, 山田昌弘（編）『家族本40—歴史をたどることで危機の本質が見えてくる』,平凡社,2001年
- 「ヒンドゥ大家族との比較による日本家族論−中根千枝『家族の構造』」, 山田昌弘（編）『家族本40—歴史をたどることで危機の本質が見えてくる』,平凡社,2001年
- 「構築主義の系譜学」,上野千鶴子（編）『構築主義とは何か』,勁草書房,2001年

### 翻訳書
- ジェフリー・ウィークス、上野千鶴子監訳『セクシュアリティ』河出書房新社、1996年4月
- マリタ・スターケン、岩崎稔他訳『アメリカという記憶―ベトナム戦争、エイズ、記念碑的表象』未来社、2004年11月

## 出演

### テレビ
- BSディベートアワー「若者よ どうする？仕事・結婚・家族」、（NHK BS1、2004年8月8日）

### ラジオ
- NHK高校講座「倫理」（NHKラジオ第2）
- オンナnoミカタ（ゲスト出演）（NHKラジオ第1、2015年2月11日）
- 放送大学ラジオ 特別講義「日本型近代家族」、(2015年4月12日)

## 関連人物
- 朴裕河
- 上野千鶴子
- 伊藤和子 (弁護士)
- 太田啓子